# Santa Maria Maddalena in Campo Marzio (titolo cardinalizio)
Santa Maria Maddalena in Campo Marzio (in latino Titulus Sanctae Mariae Magdalenae in Campo Martio) è un titolo cardinalizio istituito da papa Francesco il 7 dicembre 2024. Il titolo insiste sulla chiesa di Santa Maria Maddalena in Campo Marzio.
Dal 7 dicembre 2024 il primo titolare è il cardinale argentino Vicente Bokalic Iglic, C.M., arcivescovo di Santiago del Estero.

## Titolari
- Vicente Bokalic Iglic, C.M., dal 7 dicembre 2024